# 클론다이크

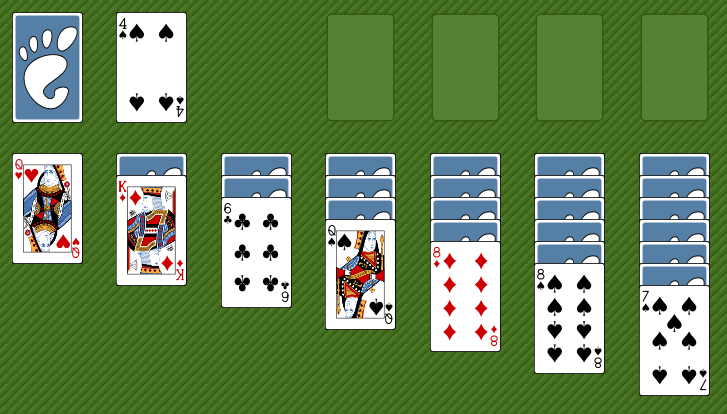
클론다이크(Klondike)의 그놈용 게임

클론다이크(Klondike)는 솔리테어의 일종이다. 게임의 목표는 묶음에서 카드들을 받아 스택과 묶음의 모든 카드를 위의 공간으로 보내는 것이다.

## 게임 방법
우선, 카드를 28장과 24장으로 나눈 후, 28장의 카드는 왼쪽부터 1장, 2장, 7장씩 놓되, 맨 위의 카드를 빼고는 뒤집어 놓는다. 앞면이 나와있는 카드는 다른 위치로 옮길 수 있으며. 맨 위의 공간에는 에이스를 우선 올려놓을 수 있다. 에이스를 위로 보냈으면 그 다음부터는 2, 3, 4, 5, 6, 7, 8, 9, 10, J, Q, K의 순으로 올린다.
한편, 카드를 쌓을 수 있는데, A는 2 위에, 3은 4위에 식으로 하되 무늬의 색깔이 달라야 한다. 쌓여진 카드는 마찬가지로 옮길 수 있다. 즉 하트 2와 스페이드 3을 쌓아 두었으면, 그것을 다이아몬드나 하트 4위로 옮길 수 있다. 스택이 빈 열에는 K를 옮길 수 있다. 만약 옮길 카드가 없으면 카드를 넘길 수 있다. 24장의 카드는 넘기는 방법으로는 1장씩이나 2장, 또는 3장씩 넘긴다. 마지막으로, 뒤집혀진 카드 위에 카드가 없다면 그 스택의 맨 위카드를 뒤집어서 앞면을 보이도록 할 수 있다.

## 점수 계산
클론다이크의 점수 계산법은 두가지가 있다. 윈도에서 표준으로 들어있는 방식은 맨 위로 올리면 10점, 쌓으면 5점을 얻는다. 따라서, 쌓여진 카드 1장을 위로 올리면 5점이 추가된다. 누적은 없다. 베가스식은 올릴때만 5점을 받고, 새 게임을 시작하면 기본으로 52점을 지출한다.

## 같이 보기
- 엑스보드
- 솔리테어